# Heide Breitel
Heide Breitel (* 16. Juli 1941 in Berlin; † 20. Juli 2023 ebenda) war eine deutsche Filmeditorin, Drehbuchautorin, Regisseurin, Filmproduzentin und Dozentin. Sie erstellte Dokumentarfilme, in denen soziale Themen behandelt werden. Für ihre Filme wurde sie mit dem Max Ophüls Preis und dem Filmband in Silber ausgezeichnet.

## Leben
Heide Breitel wurde 1941 in Berlin geboren. Nach der Schule arbeitete sie zunächst zwischen 1957 und 1960 als Fotolaborantin und Fotografin und erwarb darin einen Berufsabschluss, bevor sie zum Film wechselte und eine Ausbildung zur Filmeditorin absolvierte (1960 bis 1962). Ab 1973 dozierte sie an der Deutschen Film- und Fernsehakademie Berlin (DFFB) zu Filmgestaltung und Filmschnitt. 1977 begann Breitel eigene Filme zu drehen und beendete 1979 ihre Arbeit als Dozentin. Ihre eigene Filmproduktion gründete sie 1980. Breitel lebte in Berlin, wo sie im Juli 2023 starb.

## Schaffen
Als Filmeditorin war sie u. a. 1976 bei dem Film Ich bin kein Herr – Ernst Busch in Kiel 1900 - 1924 von dem Regisseur Karl Siebig für die Montage mit verantwortlich und bei dem zweiten Film mit Ernst Busch Vergesst es nie, wie es begann war sie Co-Regisseurin und Filmeditorin. In der Folge war sie an weiteren Filmen als Filmeditorin, Drehbuchautorin oder Regisseurin beteiligt.
Im Jahr 1983 gewann Breitel für ihren ersten selbst produzierten Dokumentarfilm Im Jahr der Schlange, bei dem sie auch Regie führte und das Drehbuch schrieb, beim Filmfestival Max Ophüls Preis den Förderpreis Langfilm. Der Film war ein Geburtstagsgeschenk an sich selbst zu ihrem 40sten Geburtstag, Sie erzählt darin ihre eigene sowie die Lebensgeschichte von vier weiteren Frauen, die alle 1941 – nach dem chinesischen Kalender als ein Jahr der Schlange bezeichnet – geboren wurden. Der Film wurde 1982 im ZDF erstausgestrahlt und von der Zeit als „beachtlich“ bezeichnet.
Es folgten auch Dokumentarfilme im Auftrag des öffentlich-rechtlichen Fernsehens. So begleitete sie zusammen mit einem Kamerateam des NDR die Schauspielerin und Sängerin Gerty Molzen auf einer Tournee nach New York und porträtierte die Künstlerin in dem Film Ich bin nicht schön, ich bin viel schlimmer, der 1986 erstmals ausgestrahlt wurde.
In Zusammenarbeit mit der Regisseurin Verena Rudolph produzierte Heide Breitel zusammen mit dem ZDF in den Jahren 1985 bis 1987 den Film Francesca. In dem Film wird eine Künstlerin, Abenteurerin und Mystikerin namens Francesca Aramonte porträtiert. Allerdings „lebt“ die Porträtierte nur in den Erlebnissen und Erinnerungen anderer. Der Film spielt mit den Grenzen von Fiktion und Wirklichkeit. „Wie in einem Bilderreigen wird eine unsichtbar bleibende, fiktiv wirkende Gestalt [...] aus verschiedensten Lebensabschnitten vor Augen des Zuschauers geholt : Francesca von den Engeln wird sie genannt, angeblich wegen ihrer Engelserscheinungen in frühen Klosteranlagen.“ – so steht es in der Begründung der Jury der Deutschen Film- und Medienbewertung (FBW) für die Auszeichnung mit dem Prädikat „besonders wertvoll“. Breitel erhielt dafür das Filmband in Silber (Deutscher Filmpreis). An dem Film wirkten u. a. Dorothea Neff, Marianne Hoppe und Bernhard Minetti mit.
In den 1990er Jahren begann sich Breitel auch dem Thema Sterben und der Hospizarbeit zuzuwenden. In den beiden Filmen Dasein (1991/92) und Leben (1998/99) begleitet sie Menschen u. a. in ihrer letzten Lebensphase. Außerdem hält sie im Film Dasein das Entstehen des Elisabeth-Hospizes, begründet von Sibilla und Josef Brombach, in Lohmar-Deesem fest. Sibilla Brombach betreute die beiden krebskranken Frauen Gisela Schulte und Resi Wildner über ein Jahr. In dieser Zeit baute sie zusammen mit dem „Freundeskreis zur Förderung von Sterbebegleitung e.V.“ und ihrem Mann das stationäre Hospiz auf.
Insbesondere für Arte drehte Heide Breitel Dokumentationen, die sich mit Lernen und kindlicher Entwicklung, Behinderungen, aber auch der sich verbreitenden Spielsucht auseinandersetzen. Zu nennen sind hier z. B. die Filme: Ich kann das schon (2001/2002), Aus Erfahrung klug (2005) und Spielzone – Im Sog virtueller Welten (2007).
Im Auftrag des Diakonischen Werkes Berlin Stadtmitte e.V. vollendete Breitel 2020 ihren Film Unterwegs mit rotem Schal, der aufgrund der Corona-Pandemie nicht in die Kinos kam. In dieser Dokumentation stellt sie die Arbeit der Stadtteilmütter in Berlin vor, die Eltern mit Migrationshintergrund in Fragen von Erziehung und Bildung beraten und unterstützen. Ihr Erkennungszeichen ist ein roter Schal. Zu ihrem 80. Geburtstag zeigte das Kino Klick in Berlin den Film am 16. Juli 2021. Am selben Abend lief ihr zu Ehren ebenfalls nochmal der Film Im Jahr der Schlange.
Sie war auch in vielen Filmen von Elfi Mikesch (Drehbuch, Regie, Kamera) und von Lilly Grote (Ton, Regie) für die Montage verantwortlich, so z. B. Soldaten Soldaten, Mon Paradis und Hahnemanns Medizin. Für den letztgenannten Film aus dem Jahr 2006 arbeitete Heide Breitel, wie auch in anderen Projekten, mit dem Komponisten Andreas Wolter zusammen.
In ihren letzten Film Jos Abschied dokumentiert sie die letzten Lebenswochen von Josef Brombach, einem Pionier der deutschen Hospizbewegung.
Der Schwerpunkt ihrer filmischen Arbeit lag auf sozialen Themen.
Seit der Gründung der Arbeitsgemeinschaft Dokumentarfilm e. V. (AG DOK) im Jahr 1980 war sie dort Mitglied.

## Filmografie (Auswahl)
(Quelle: Filmportal, Filmdienst)

### Filme als Filmeditorin
- 1973: Mit uns nicht mehr
- 1975/1976: Wir haben nie gespürt, was Freiheit ist
- 1976: Ich bin kein Herr – Ernst Busch in Kiel 1900–1924
- 1982: Macumba
- 1993: Soldaten Soldaten
- 1997: Verrückt bleiben – verliebt bleiben
- 2001/02: Mon Paradis – Der Winterpalast
- 2006: Hahnemanns Medizin

### Filme als Regisseurin
- 1977: Der letzte Kuss
- 1980–82: Zwischen den Bildern. 1. Montage im Erzählkino
- 1980/1981: Zwischen den Bildern. 2. Montage im dokumentarischen Film
- 1986: Ich bin nicht schön, ich bin viel schlimmer
- 2001/2002: Ich kann das schon
- 2015/2016: Pina schaukelt – Was kleine Kinder brauchen
- 2020: Unterwegs mit rotem Schal

### Filme als Mitwirkende in mehreren Bereichen
(R: als Regisseurin, D: als Drehbuchautorin, F: als Filmeditorin, K: als Kamerafrau, M: als Mitwirkende, P: als Produzentin, T: als Tontechnikerin, H: als Herstellungsleiterin)
- 1978: Vergeßt es nie, wie es begann! – Ernst Busch 1927–1948 (R, F)
- 1980: Die kleinen Kleberinnen (P, R, F, T)
- 1981/1982: Im Jahr der Schlange (,P M, R, D, K, F)
- 1985–1987: Francesca (P, H)
- 1991/1992: Dasein (R, D, F, P)
- 1998/1999: Leben (P, R, D, F)
- 2005: Aus Erfahrung klug (R, D, P)
- 2007: Spielzone – Im Sog virtueller Welten (R, D, P)
- 2023: Jos Abschied (R,D,F)

## Auszeichnungen
- 1983: Förderpreis Langfilm im Rahmen des Filmfestivals Max Ophüls Preis für den Film Im Jahr der Schlange
- 1987: Filmband in Silber (Deutscher Filmpreis) an Heide Breitel als Produzentin in der Kategorie Programmfüllende Filme für den Film Francesca.[13][14] Der Film erhielt für das Drehbuch und die Regie das Filmband in Gold und wurde mit dem Prädikat „besonders wertvoll“ ausgezeichnet.[22] Außerdem wurde er als bester Spielfilm mit dem Max Ophüls Preis geehrt.[23]